# マシュー・ペリー

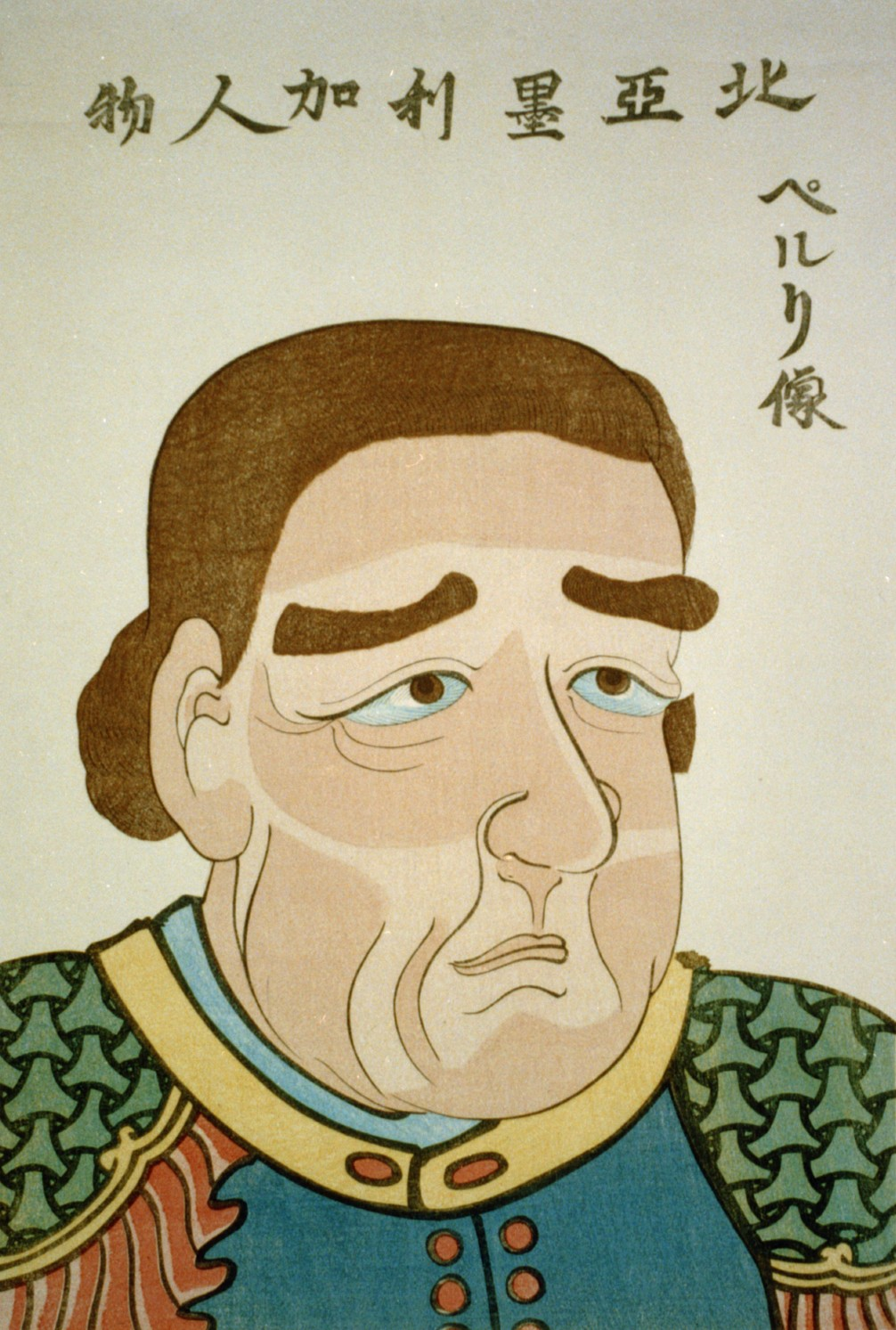
日本の版画に描かれたペリー 嘉永7年（1854年）ごろ

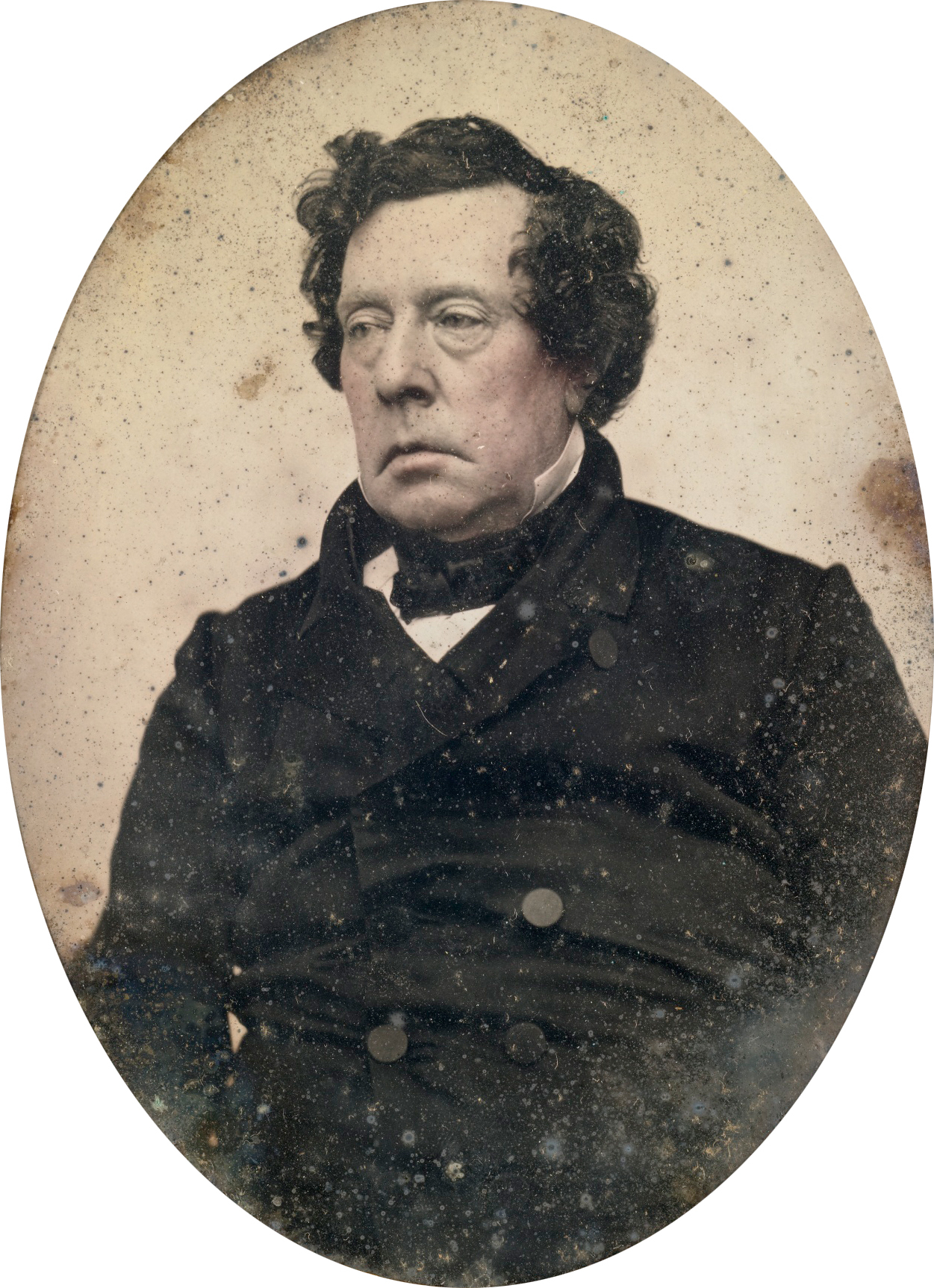
1855-56年ごろのダゲレオタイプの写真

マシュー・カルブレイス・ペリー（英語: Matthew Calbraith Perry、 1794年4月10日 - 1858年3月4日）は、アメリカ合衆国の海軍軍人。最終階級は海軍代将（Commodore、当時の日本語呼称で提督）。聖公会信徒。兄はオリバー・ハザード・ペリー。
江戸時代に艦隊を率いて鎖国をしていた日本へ来航し、開港への交渉を要求したことで知られる。来航当時の文書には「ペルリ（漢字では彼理 / 伯理）」と表記されていた。

## 生涯

### 日本来航まで
ロードアイランド州ニューポートで、アメリカ海軍大尉のクリストファー・レイモンド・ペリーと妻セーラの間に三男として生まれる。1809年、わずか14歳9か月で士官候補生の辞令を受け、アメリカ海軍に入隊、1812年からの米英戦争に2人の兄とともに参加する。1833年にブルックリン海軍工廠の造船所長となり、1837年にアメリカ海軍で2隻目の蒸気フリゲート「フルトン」を建造し、同年海軍大佐に昇進した。1840年6月には同海軍工廠の司令官となり、代将の地位を得る。
1846年に米墨戦争が勃発すると、後年日本に来航するミシシッピ号の艦長兼本国艦隊副司令として参加、メキシコ湾のベラクルスへの上陸作戦を指揮、後には本国艦隊の司令官に昇進した。
蒸気船を主力とする海軍の強化策を進めると共に、士官教育にあたり、蒸気船海軍の父（Father of the Steam Navy）とたたえられ、海軍教育の先駆者とされている。

### 日本開国任務

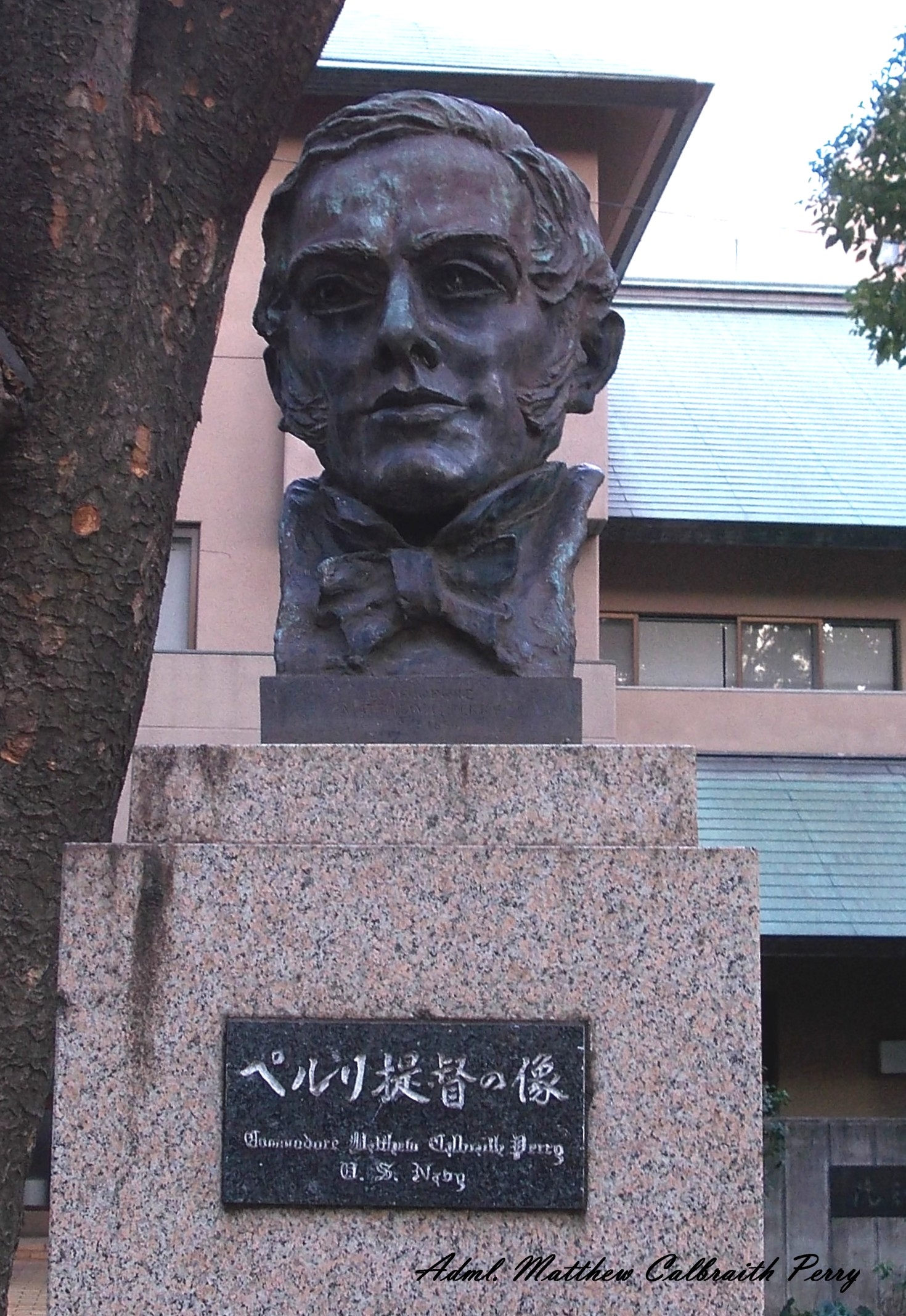
ペルリ提督の像
東京都港区芝公園内

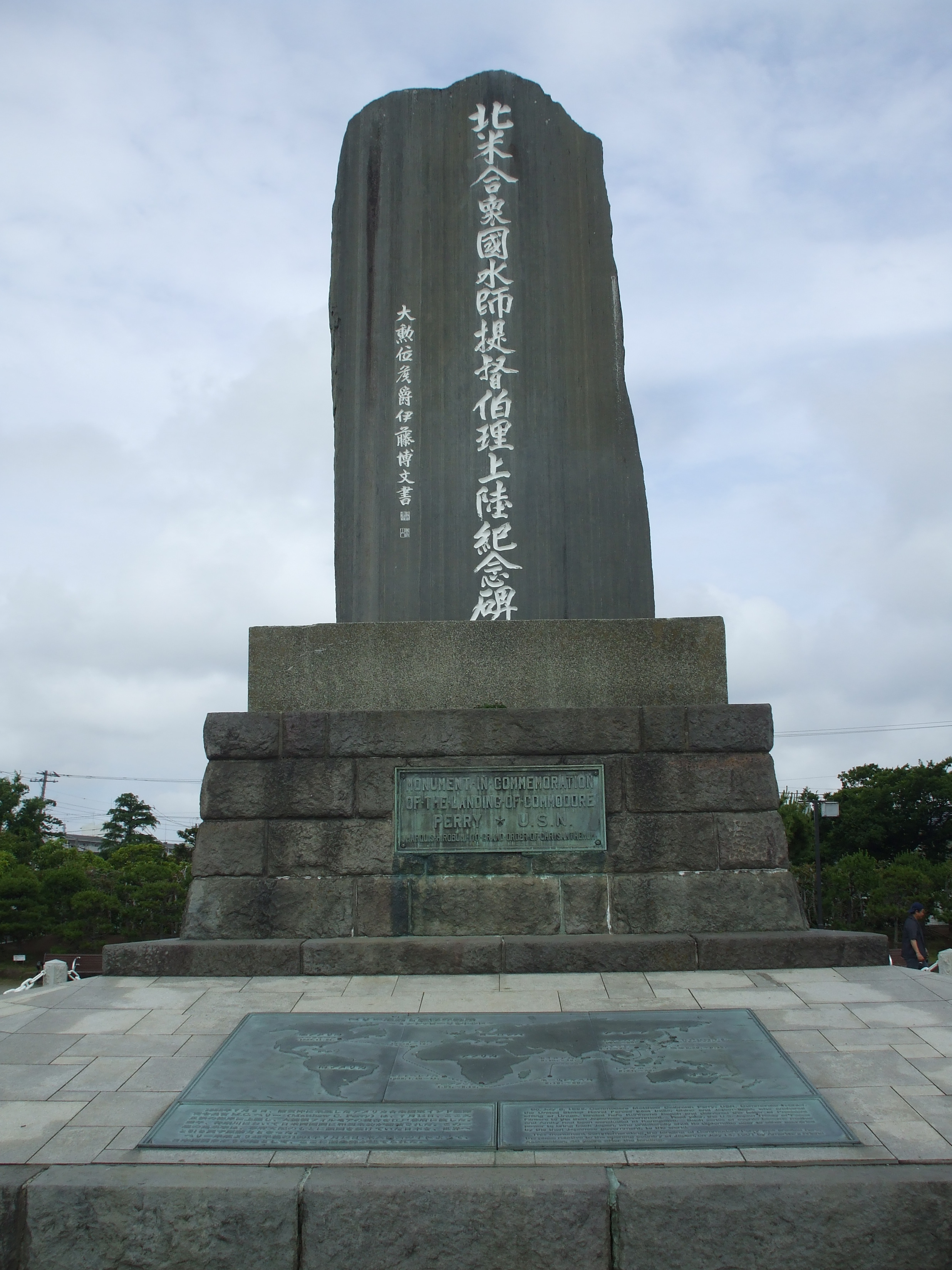
ペリー上陸記念碑
神奈川県横須賀市

1852年11月に、東インド艦隊司令長官に就任、日本を捕鯨船の寄港地とするため交渉するよう依頼する大統領の親書を手渡すよう指令を与えられた。同年11月、アメリカ合衆国大統領ミラード・フィルモアの親書を携えてバージニア州ノーフォークを出航した。フリゲート「ミシシッピ」を旗艦とした4隻の艦隊はマデイラ諸島・ケープタウン・モーリシャス・セイロン・シンガポール・マカオ・香港・上海・琉球（沖縄）を経由した。マカオではサミュエル・ウィリアムズを漢文通訳として雇い入れ、上海ではアントン・ポートマンをオランダ語通訳として雇い、フィルモア大統領親書の漢文版およびオランダ語版を作成した。また、上海ではミシシッピは旗艦任務をより新しい蒸気外輪フリゲートである「サスケハナ」に譲った。旅行作家ベイヤード・テイラーも途中で加わり、日本への渡航に同行する（後にテイラーが著した冒険記が知人であるフランシス・ホールの1859年の来日へと繋がった）。琉球では那覇において、イギリス海軍が琉球伝道を企図して1843年（天保14年）に設立した琉球海軍伝道会から1845年（弘化2年）に派遣されたハンガリー生まれのイギリス人バーナード・ジャン・ベッテルハイムと交流している。
1853年7月8日（嘉永6年6月3日）、浦賀に入港した。7月10日、幕府役人の来訪を拒絶して、艦隊付米国聖公会牧師ジョージ・ジョーンズの司式でプロテスタントとして日本初となる礼拝を行う。7月14日（6月9日）、幕府側が指定した久里浜に護衛を引き連れ上陸、戸田氏栄と井戸弘道に大統領の親書を手渡した。ここでは具体的な協議は執り行われず開国の要求をしたのみで、湾を何日か測量した後、幕府から翌年までの猶予を求められ、食料など艦隊の事情もあり、琉球へ寄港した。
太平天国の乱が起こり、アメリカでの極東事情が変化する中、1854年2月13日（嘉永7年1月16日）に旗艦サスケハナ号など9隻の軍艦を率いて現在の横浜市の沖に迫り、早期の条約締結を求め、3月31日（3月3日）に神奈川で日米和親条約を調印した。この2回目の渡航では、主席通訳官のサミュエル・ウィリアムズは香港で雇った中国人の助手（漢文通訳）の羅森を日本への渡航へ同行させた。
その後、条約を締結したペリー艦隊の9隻のうち、サスケハナ号は中国へ向かい、サラトガ号はアメリカ本国へ条約を携えて向かい、残りの7隻は下田に順次来航する。ペリー艦隊の当初の下田への上陸は非公式なものだったが、浦賀奉行所の支配組頭である黒川嘉兵衛が応接し、嘉永7年3月24日には群集が見物する中、了仙寺で饗応がなされた。こうした中、幕府は急遽、同日3月24日に、下田奉行に伊沢美作守を任命し（着任は5月8日、その間の応接は黒川が対応）、ペリー艦隊への応接を行った。ペリー艦隊の下田滞在は約70日間であったが、そのうち約1か月間は翌年3月に開港となる箱館の調査に充てられた。嘉永7年5月、箱館の見分から下田に帰港したペリーは、日米和親条約付録下田条約の交渉を了仙寺で開始する。この付録条約の交渉は、林復斎（林大学頭、日本側全権）、井戸覚弘（井戸対馬守、江戸町奉行）、伊沢政義（伊沢美作守、下田奉行）、都築峯重（都築駿河守）らとペリー提督の間で行われ、同5月22日に了仙寺本堂で条約が調印され、25日に条約書の交換がなされた。調印式では、椅子に着席した米国側と目線を合わせるため、日本側は畳を積み重ねた上に正座したといわれる。目的を果たしたペリー艦隊は嘉永7年（1854）6月1日に、下田港を出港した。

ペリー艦隊はその後、那覇に寄港して、7月11日、琉球王国ととも琉米修好条約を締結した。その後、艦隊は香港に向かった。

### 帰国と退任
日本開港の大任を果たした後、体調不良に悩まされていたペリーは、香港で本国政府に帰国を申請し許可を得た。艦隊の指揮権を譲って、ミシシッピ号を去り9月11日にイギリス船に便乗し、西回りの航路と陸路でニューヨークへの帰国の途に就いた。インド洋､紅海、地中海を経てヨーロッパ大陸を鉄道で移動しウイーン、ベルリン、ハーグらで多少の滞在保養を得てイギリスへ渡り、リヴァプールから大西洋を航海、翌年1月12日にニューヨークに帰着した。東周りの航海で1月22日にニューヨークへ帰着したミシシッピ号の艦上で1月24日にペリーの東インド艦隊司令長官の退任式が挙行された。

### 気象学への貢献
ペリーは嘉永6年（1853年）7月と嘉永7年（1854年）2月に日本の開国を促すために日本遠征（いわゆる黒船来航）を行ったが、その航海途中で1854年2月7日 - 12日の琉球から江戸湾に至る航路での風向・気圧、気温・水温、海流の流向流速を測定していた。
ペリーは航海時の嵐からの安全に意を尽くしており、アメリカの気象学者ウィリアム・レッドフィールドと交流があった。
「ペリー艦隊日本遠征記（Narrative of the Expedition of an American Squadron to the China Seas and Japan）」の第2巻（1856年出版、全3巻）では、日本遠征時の気象観測データを用いたレッドフィールドによる太平洋の嵐の研究が含まれている。その中には1853年7月17日から28日まで日本を離れたサスケハナ号とミシシッピ号が遭遇した台風の位置記録と気圧計の記録、そして台風の特徴の分析もある。

### 家系と背景
マシュー・カルブレイス・ペリーは、1794年4月10日にロードアイランド州サウスキングスタウンで生まれた。父はアメリカ海軍大尉のクリストファー・レイモンド・ペリー（1761年–1818年）、母はセーラ・ウォレス・アレクサンダー（1768年–1830年）である。
母セーラはアイルランドのダウン県出身で、スコットランドの伝説的英雄ウィリアム・ウォレスの叔父の子孫にあたる:54。父方の祖父は、外科医ジェームズ・フリーマン・ペリー、祖母マーシー・ハザードは、プリマス植民地とマサチューセッツ湾植民地で政治的指導者であったプリマス植民地総督トーマス・プレンスの子孫である。さらに、ペリー家の血筋にはメイフラワー号の乗船者であり、メイフラワー誓約の署名者でもあった２人がいる。ピルグリム入植者の指導者ウィリアム・ブリュースターとジョージ・ソールである。
マシューには多くの兄弟姉妹がいた。その中には、有名な海軍軍人であるオリバー・ハザード・ペリーや、ジョージ・ワシントン・ロジャースの母であるアンナ・マリー・ペリーが含まれている。また、妹のジェーン・トゥイーディ・ペリーはウィリアム・バトラーと結婚した。

### 晩年
日本遠征記などの出版に注力をした。また、アルコール使用障害、痛風、リウマチを患っていた。1858年3月4日ニューヨークで死去、63歳だった。墓所はロードアイランド州アイランド墓地にあり、娘アンナとともに納められている。日本はペリーが帰国した後、15年におよぶ動乱の幕末を迎えることとなった。

## 宗教および宣教活動との関係
ペリーの日本開国の主目的は、日本との通商、カリフォルニア・中国（当時・清）間の太平洋航路での寄港地の構築（特に石炭補給地）、難破した捕鯨船員の扱いの改善などであったが、近年ではキリスト教の宣教活動に通じる「明白な神意（Manifest Destiny）」による信念も有力な考え方となっている。アメリカが19世紀半ばのオレゴン紛争の解決や、テキサス併合、カリフォルニア編入等を介して、太平洋側に長大な海岸線を持つ国家となったのは、キリスト教における「明白な神意」の結果であり、さらに太平洋を超えて中国へ進出する信念となった。
世界の動向からも、18世紀後半から19世紀前半にかけて、欧米（キリスト教世界）諸国がが非キリスト教世界に対する軍事的・政治的（外交的）優位性を確立して、経済的利得と経済的優位性を確保する時期でもあり、こうした状況に呼応してキリスト教の海外伝道は、軍事的・政治的（外交的）活動を後方から支援し、欧米の価値観を広める文化的活動の役割を果たすこととなった。
ペリー自身も、米国聖公会（監督派教会）に属し、「信仰厚く、航海中も毎日聖書を読むのを欠かさず、日本開国の命をもって、日本宣教の門戸を開く機会となる光栄ある使命」として考えていた。前述の通り、ペリーの第1次日本遠征（浦賀来航、1853年7月8日）の最初の日曜日（7月10日）の朝10時30分には、旗艦である「サスケハナ」において、米国聖公会従軍牧師ジョージ・ジョーンズ (海軍従軍牧師)（ジョージ・ジョンズ）によって日本来航後の最初のキリスト教（プロテスタント）の正式の礼拝が執り行われている。
ペリーの日本との外交活動は、続くタウンゼント・ハリスに引き継がれ、ハリスは1856年8月に下田に着任し、総領事館（柿崎村・玉泉寺）を開設し、1858年7月29日（安政5年6月19日）には、日米修好通商条約が調印されるに至った。ハリスがこの第8条に、本国人の宗教の自由を認め、居留地内に教会を建てて良いとする条項を加えることで、宣教師の来日が可能になり、翌1859年の米国聖公会のジョン・リギンズ、チャニング・ウィリアムズ、長老派のジェームズ・ヘボン、オランダ改革派のサミュエル・ロビンス・ブラウン、デュアン・シモンズ、グイド・フルベッキの各米国人プロテスタント宣教師の来日に繋がった。

## 人物
- 奴隷の帰国事業に尽力し、リベリアでは著名である。
- ペリーを実見した菅野八郎は、身長を六尺四 - 五寸（約192 - 195cm）と記録している。
- 大変家族思いで、子どもたちが喧嘩をしないよう、強く戒める手紙を書き残している。
- 公式な記録は残っていないが、鬘を着用していたことを複数の関係者が証言している。
- 水兵や海兵隊員、他の士官たちからペリーの威張った態度、挨拶や合図の声が熊のように大声で聞こえるので「熊おやじ」（Old Bruin）と隠れてあだ名されていた[17]。
- 1819年にはニューヨーク市にてフリーメイソンに加入した[18]。
- ペリーは日本開国任務が与えられる1年以上前の1851年1月、日本遠征の独自の基本計画を海軍長官ウィリアム・アレクサンダー・グラハムに提出していた。そこでは、以下のように述べている[19]。
  - 任務成功のためには4隻の軍艦が必要で、その内3隻は大型の蒸気軍艦であること。
  - 日本人は書物で蒸気船を知っているかもしれないが、目で見ることで近代国家の軍事力を認識できるだろう。
  - 中国人に対したのと同様に、日本人に対しても「恐怖に訴える方が、友好に訴えるより多くの利点があるだろう」
  - オランダ商館が妨害することが想定されるため、長崎での交渉は避けるべき。
- 娘のキャロライン・スライデル・ペリーは、アメリカンジョッキークラブの会長を務めるなどアメリカ競馬界の重要人物の一人であり、アメリカクラシック三冠の3冠目ベルモントステークスに名を残すオーガスト・ベルモント1世と結婚した[20][21][22]。ベルモントパーク競馬場の創設者オーガスト・ベルモント2世はキャロラインの子で、ペリーの孫にあたる[23]。アメリカ海軍航空隊のパイロット第2号であるジョン・ロジャースも、係累の一人である[24]。また、兄オリバーの孫に慶應義塾大学英文学教師のトーマス・サージェント・ペリーがおり、その娘のアリスは、後に日米開戦時の駐日米国大使となるジョセフ・グルーの妻となった。

## 日本人への評価
強硬手段で鎖国の扉をこじ開けた一方で、ペリーは日本人の素養を高く評価していた。後年に出版されたペリー遠征記では、以下のように記している。
ペリーは他にも次のような日本人論を同著で展開した。

### 技術力
「彼ら（日本人）は外国人によってもたらされた改良を観察するのが極めて早く、それをすぐに会得し、非常な巧みさと精確さで模倣するのである。（中略）木材および竹材加工において、彼等に勝る国民はない。彼等はまた世界に勝る一つの技術を有している。それは木材製品の漆塗りの技術である。他の諸国民は多年に渡って、この技術において彼らと肩を比べようと試みたが成功しなかった。」

### 好奇心
「日本の役人は、いつも通り、その好奇心を多少控えめに表していたが、汽船の構造およびその装備に関するもの全部に対して、深い理解と関心を示した。蒸気機関が動いている間、彼等はあらゆる部分を詳細に調べたが、恐怖の表情をせず、その機械について全く無知な人々から期待されるような驚愕を少しも表さなかった。（中略）また日本の画家たちは機会あるごとに絶えず機械の諸部分を描き、その構造と運動の原理を知ろうとしていた。艦隊の二回目の訪問の際、ジョーンズ氏（艦隊に同乗した天文学者）は、機関全体を正しい釣合で描いた完全な絵画を日本人が持っているのを見た。機械の細かい部分も的確に描かれていて、他国で描かれてもこれ以上はできないほど正確で立派な絵画であったと彼は語っている。」

### 女性の品位
「既婚婦人が常に厭わしいお歯黒をしていることを除けば、日本婦人の容姿は悪くない。若い娘は良い姿をして、どちらかといえば美しく、立居振舞は大いに活発であり、自主的である。それは彼女たちが比較的高い尊敬をうけているために生ずる品位の自覚から来るものである。（中略）中国の婦人とは違って、日本の婦人は男と同じく知識が進歩しているし、女性独特の芸事にも熟達しているばかりでなく、日本固有の文学にもよく通じていること度々である。」

### 女性の権利
「日本の社会には、他の東洋諸国民に勝る日本人の美徳を明らかに示している一つの特質がある。それは、女が伴侶と認められていて、単なる奴隷として待遇されてはいないことである。女の地位が、キリスト教の教義の影響下にある諸国と同様な高さではないことは確かだが、日本の母、妻、娘は、中国の女のように家畜でも家内奴隷でもなく、トルコのハーレムにおける女のように浮気な淫楽のために買い入れられたものでもない。」

### 絵画芸術
「遠征隊の士官たちが持ち帰った絵入りの書物や絵画のうち数個が、いま我々の前にある。日本人がそれに示している美術の性質をよく調べると、この注目すべき国民は他の点と同じように、美術でも驚くほど進歩していることが著しく目につく。」

### 忍耐力
「地震（安政の大地震）によって生じた災禍にもかかわらず、日本人の特徴である忍耐力が表れていた。その特徴は彼らの屈強な精神を露わにするものだった。落胆もせず、不幸にあっても涙せず、男らしく仕事にとりかかり、意気消沈することもほとんどないようであった。」

## 遺産

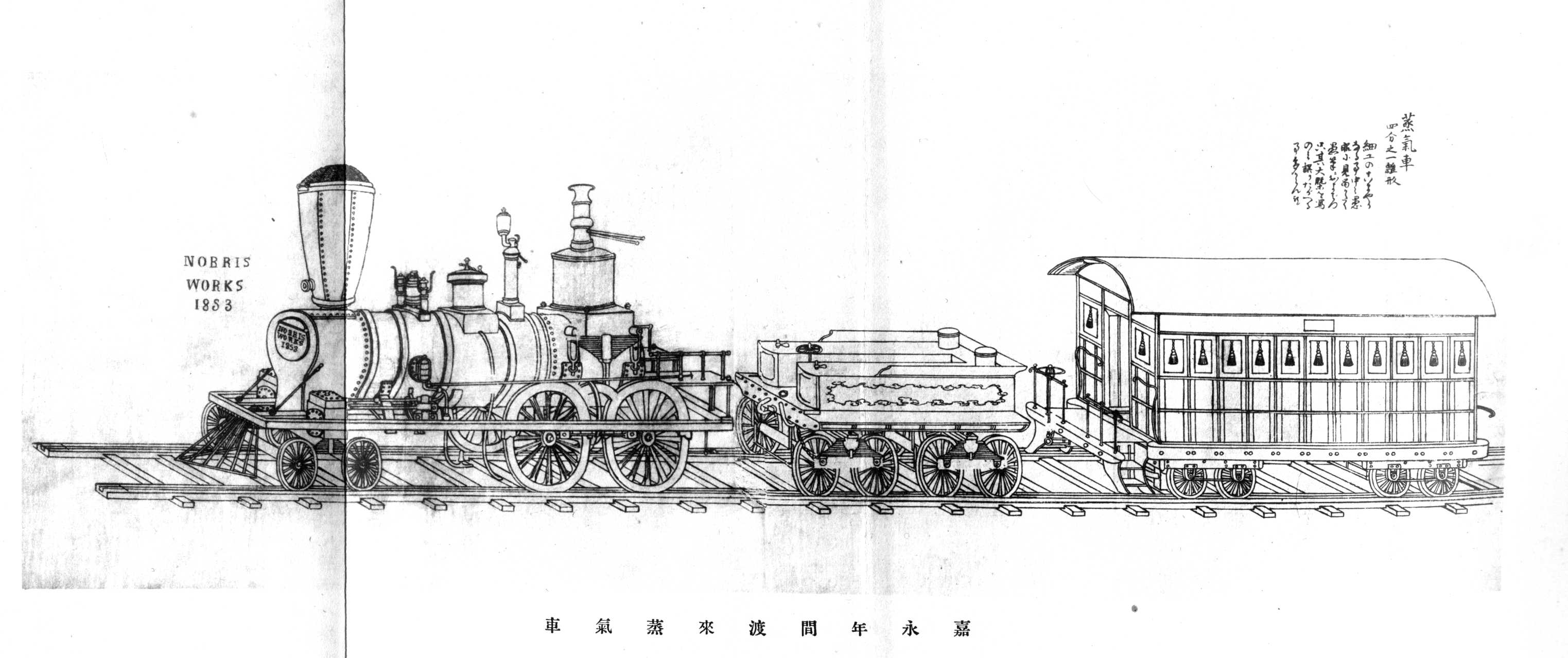
伝来した機関車模型:嘉永年間渡来蒸気車

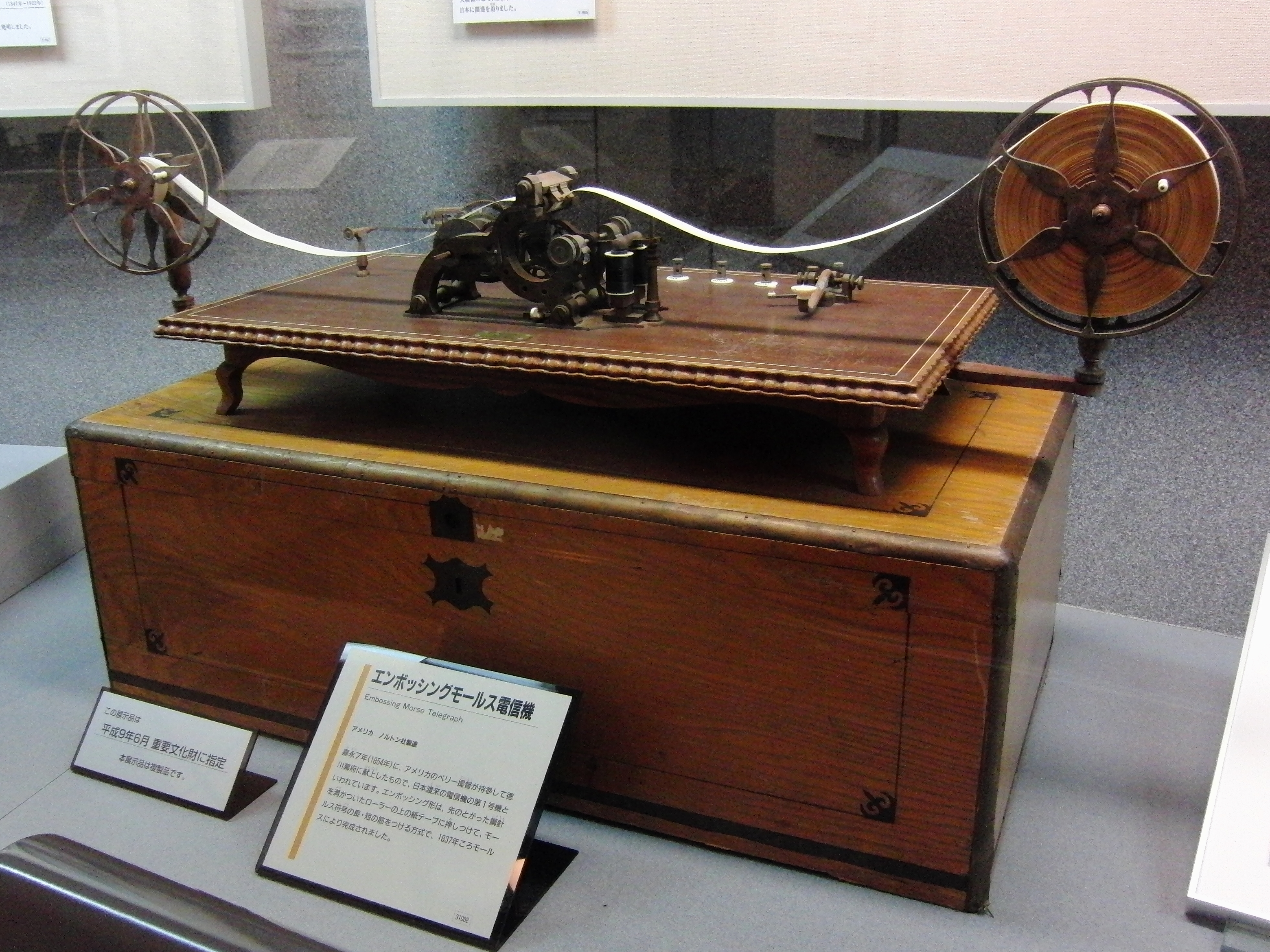
ペリーが江戸幕府に献上したエンボッシングモールス電信機。逓信総合博物館での展示（展示はレプリカ）。重要文化財。

- ペリー上陸の地である神奈川県横須賀市久里浜「ペリー公園」には「上陸記念碑」と「ペリー記念館」が建てられている。
- ペリーは、和親条約を締結後、安政元年（1854年）に、開港される函館港に下検分のためとして来航した。来航150年を前に、函館に「ペリー提督来航記念碑」が立てられた。
- 浦賀来航（西暦1853年）の際に幕府に旗を2本贈っているが、旗の種類および贈った目的は不明である。ペリーの交渉態度が高圧的かつ恫喝的と見られたせいか、砲艦外交と呼ばれる。
- 幕府へ電信機と模型機関車を献上した。
  - 4分の1の大きさの蒸気機関車の模型は、円形のレールの上を実際に走らせ、人々を驚かせた[注釈 3]。同模型は、1872年（明治5年）に工部少輔の山尾庸三が京都博覧会で展示するため、正院に払い下げを求め、調査の結果、幕府海軍所が保存していた時代に火災によって失われたことが判ったという[25]。
  - 電信機の電線を1 km程引き、公開実験を行った。このとき、「YEDO, YOKOHAMA」（江戸、横浜）と打った。針金を通して一瞬にして言葉を送る機械に、当時の人たちは大変驚いた。このエンボッシングモールス電信機は逓信総合博物館（2013年閉館）を経て郵政博物館（2014年開館）に伝えられている[26]。
- 1853年の来航時に旗艦「サスケハナ」号に掲げられていた星条旗は、1945年（昭和20年）9月2日の日本の降伏文書調印時に戦艦ミズーリ上に掲げられた（「#後世において（GHQ）」を参照）。

## ペリー艦隊

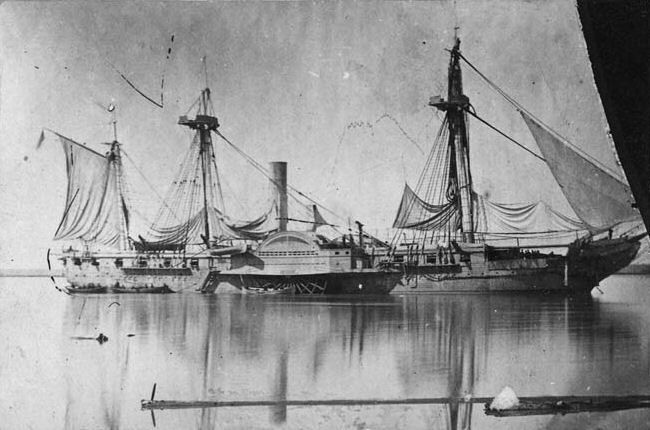
ミシシッピ号

嘉永6年6月3日（1853年7月8日）に江戸湾の浦賀沖に姿を現したペリー率いるアメリカ海軍東インド艦隊の4隻の軍艦。日本人はこれを「黒船」と呼んだ。
一般には「東インド艦隊」と呼ばれるが、「フリート（fleet）」ではなく「スコードロン（squadron）」であるため、現代の軍事用語では「小艦隊（または戦隊）」に該当する。ただし、当時のアメリカ海軍にはフリートは存在せず、軍艦の集団としてはスコードロンが最大の単位であった。
「泰平の眠りを覚ます上喜撰（じょうきせん）たつた四杯で夜も眠れず」と狂歌に詠まれたが、来航した黒船4隻のうち蒸気船は2隻のみであった。
- 旗艦：「サスケハナ」（USS Susquehanna） 1850年12月24日フィラデルフィア海軍工廠で竣工
  - 外輪式フリゲート：水線長76メートル、満載排水量3,824トン、乗員300名。
  - 装備　10インチ砲3門、8インチ砲6門
- 「ミシシッピ」（USS Mississippi）
  - 外輪式フリゲート：水線長70メートル、満載排水量3,230トン
  - 装備　10インチ砲2門、8インチ砲8門
- 「プリマス」（USS Plymouth）
  - 帆船：水線長45メートル、満載排水量889トン
  - 装備　8インチ砲8門、32ポンド砲18門
- 「サラトガ」（USS Saratoga）
  - 帆船：水線長45メートル、満載排水量896トン
  - 装備　8インチ砲4門、32ポンド砲18門

## 階級に関して
ペリーの訪日当時の階級は“Commodore”である。古来の欧州の海軍においては、個々の戦闘艦の指揮官であるCaptain（艦長 / 大佐）が平時の最上位であり、戦時に複数の戦闘艦が集められて艦隊が編成された場合の司令官としてAdmiralが任命されていた。その後Admiralは階級として固定され、臨時に複数の戦闘艦の指揮官が必要になる場合には、艦長のうち最先任の者がCommodore（代将）としてこれを率いていた。そして、19世紀当時にはCommodoreも階級となっていた。一方、欧州の海軍とは異なり、アメリカ海軍においては設立以来1人のAdmiralも誕生していなかった。制度としては存在していたものの、Admiralに昇進するには議会の承認が必要であり、現実に最初のAdmiralが認められたのは南北戦争中の1862年であった（この時点ではペリーはすでに死亡している）。したがって、ペリーの肩書きもCommodore（代将）であり、Admiralではなかった。アメリカ海軍においても代将は一時的な肩書きに過ぎず、ペリーは東インド艦隊の指揮をとるために代将に任命されたもので、任務が完了した後は正規の階級である大佐に戻っている。
大統領の親書には、ペリーはアメリカ海軍の最高位の軍人であると記載されていた。当時の日本の文献では「水師提督マツテウセベルリ」との記載がある（合衆國水師提督口上書）。提督は、清朝の最高位の武官の官職名であり、水師提督は海軍の最高位の軍人である事を意味する。ペリーの肩書きを表すのに、同じ外国である清朝の武官名を借用したのである。これ以降提督は海軍の最高位を示し、現代では英語の「Commodore」、「Flag officer」および敬称としての「admiral」の和訳語となっている。

## 艦名
兄のオリバーの名前は、オリバー・ハザード・ペリー級ミサイルフリゲートのネームシップとなるなど、これまで6隻に使われたが、最近までアメリカ海軍にはマシュー・ペリーの名前を持つ艦はなかった。しかし、2010年に就役したルイス・アンド・クラーク級貨物弾薬補給艦の9番艦がマシュー・ペリーと命名された。同艦は2011年の東北地方太平洋沖地震の救援活動に参加した。

## 後世において（GHQ）

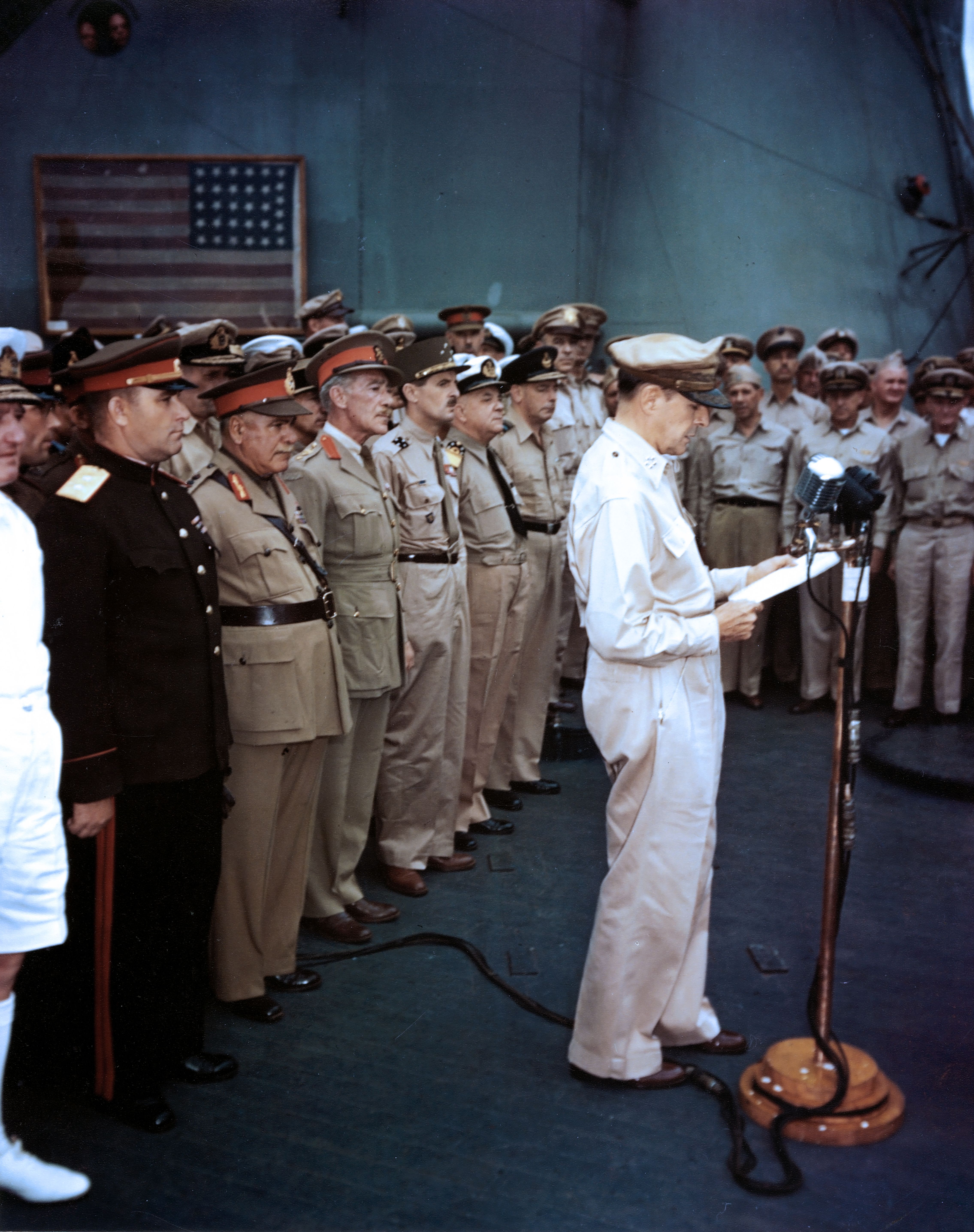
第二次世界大戦後、日本の降伏文書（日本の降伏）の際、右上の星条旗の星は31個あり、ペリーが日本に開国を要求した当時の星条旗である。

第二次世界大戦後、日本を占領したダグラス・マッカーサーと比較されることがあり、類似点がしばしば指摘される。
1941年12月7日（日本時間8日）、大日本帝国海軍による真珠湾攻撃の際に、ホワイトハウスに31州の星条旗を掲げた。これはペリーのように再び日本を開国させるという意味合いである。
日本の降伏文書の際には、東京湾に駐留したアメリカ合衆国の戦艦ミズーリで、降伏文章調印に臨んだ日本国政府の代表の重光葵は、二つの異なる星条旗が飾られていることに気づいたとされる。
ペリーが来航した際にサスケハナ号に掲げた31州の星条旗が現存していたため、マッカーサーはメリーランドのアナポリス海軍士官学校博物館から取り寄せ、48州の星条旗と共に掲げ、第二の日本開国を演出した。
マッカーサーは92年前、ペリー提督が4隻の軍艦を率いて日本に来航したときに旗艦のポーハタンが停泊した地点と緯度・経度がまったく同じ場所に停泊させた。
ペリーが日本に強制的に開国した当時の星条旗を飾られた理由としては諸説ある。黒船来航そのものが、アメリカ合衆国の意向によって、日本（江戸幕府）は強制的に開国されたという意味になり、事実上のアメリカ合衆国による日本占領と見なし、2度目の日本占領を成し遂げたという説などがある。
日本降伏の調印を終えたマッカーサーはアメリカ国民にむけて以下の演説を行った。

## 関連著作(訳書)
- 『ペルリ提督 日本遠征記』 鈴木周作抄訳、櫻井省三校閲、大同館、初版・明治45年（1912年）
- 『ペルリ提督 琉球訪問記』 神田精輝訳著、国書刊行会、1997年。復刻版で原著は大正15年（1926年）刊の私家版
- 『ペルリ提督 日本遠征記』 土屋喬雄・玉城肇訳、弘文荘（上下）、昭和10-11年（1935—36年）[注釈 6]。復刻版：臨川書店、昭和63年（1988年）
  - 『ペルリ 日本遠征記』 土屋喬雄・玉城肇訳、岩波文庫（全4巻）、初版・昭和27-30年（1952-55年、復刊1990年・2003年ほか）
- 『ペリー提督 日本遠征記』 合衆国海軍省編、大羽綾子訳、法政大学出版局、初版・昭和28年（1953年）、別訳版。グーテンベルク21（電子書籍、2014年より）
- 『ペリー提督 日本遠征記』 宮崎壽子監訳、角川ソフィア文庫（上下、加藤祐三解説）、平成26年（2014年）。電子書籍も刊
  - 元版『ペリー艦隊 日本遠征記』 オフィス宮崎編訳、万来舎（上下、加藤祐三・伊藤久子解説）、平成21年（2009年）

以上の原著は、歴史家のフランシス・L.ホークス(en:Francis L. Hawks)が編み、1856年に出版された公式報告書（全3巻組）
Narrative of the Expedition of an American Squadron to the China Seas and Japan, 1856.〈アメリカ合衆国第33議会：第2会期中特殊刊行物第97〉[34]
・『ペリー提督日本遠征書簡集』（1855 合衆国議会上院報告書）梓澤登訳、榕樹書林、2024
　　『日本遠征記』編纂にあたって使用された基礎資料のひとつ。初の全訳。
サミュエル・ウィリアムズ 『ペリー日本遠征随行記』〈第I輯・新異国叢書8〉雄松堂出版。新版・講談社学術文庫、令和4年（2022年）。艦隊の通訳官

- 『ペリー 日本遠征日記』 金井圓訳〈第Ⅱ輯・新異国叢書1〉雄松堂出版。ペリー自身の公務日記
- 『ハイネ 世界周航 日本への旅』 中井晶夫訳〈第Ⅱ輯・新異国叢書2〉雄松堂出版。日本滞在部分のみ
- 『ペリーとともに　画家ハイネがみた幕末と日本人』 フレデリック・トラウトマン解説、座本勝之訳、三一書房、平成30年（2018年）

ウィリアム・ハイネは随行のドイツ人画家で「遠征記」挿絵を担当
- 『スポルディング 日本遠征記』 島田孝右訳〈第Ⅲ輯・新異国叢書4〉雄松堂出版。ポーハタン号の書記官
- 『ペリー提督日本遠征日記』 木原悦子訳著、童門冬二解説、小学館〈地球人ライブラリー〉、平成8年（1996年）。編訳著（入門書）
- 『ペリー日本遠征記』〈豆州下田郷土資料館編〉京都書院アーツコレクション、平成11年（1999年）。文庫判（入門の図版書、主に原書2巻目）
- チャールズ・マックファーレン 『日本1852　ペリー遠征計画の基礎資料』 同時代のイギリスの歴史・地理学者で参考にした文献

渡辺惣樹訳、草思社、平成22年（2010年）。草思社文庫、平成28年（2016年）

## 関連作品
映画
- 『サムライマラソン』（2019年、ギャガ、演：ダニー・ヒューストン）

テレビドラマ
- 『花神』（1977年、NHK大河ドラマ、演：フレッド・ボサート）
- 『徳川慶喜』（1998年、NHK大河ドラマ、演：ジェームズ・バワーズ（声：岸野一彦））
- 『篤姫』（2008年、NHK大河ドラマ、演：ニーノA）
- 『龍馬伝』（2010年、NHK大河ドラマ、演：ティモシー・ハリス）
- 『八重の桜』（2013年、NHK大河ドラマ、演：スティーブン・アッシュトン）
- 『青天を衝け』（2021年、NHK大河ドラマ、演：モーリー・ロバートソン）
- 『新・信長公記〜クラスメイトは戦国武将〜』（2022年、日本テレビ、演：ブレイク・クロフォード）

歴史小説
- 『開国の使者　ペリー遠征記』（2014年、佐藤賢一、角川文庫）、初版『ペリー』角川書店、2011年

漫画
- 『風雲児たち 幕末編』（2001年 - 2020年、みなもと太郎、リイド社『コミック乱』）
- 『ペリー-黒船来航』（2010年、高山しのぶ、『週刊マンガ日本史』32、朝日新聞出版）[35][36]